# Cabanon de Cézanne des carrières de Bibémus
Pour les articles homonymes, voir Paul Cézanne et Carrières de Bibémus.
Le cabanon de Cézanne des carrières de Bibémus est un cabanon provençal-atelier d'artiste-musée des carrières de Bibémus de la montagne Sainte-Victoire, situé à 5 km à l'est d'Aix-en-Provence, dans les Bouches-du-Rhône, en Provence-Alpes-Côte d'Azur. Un espace muséographique à ciel ouvert y est dédié depuis 2006 au peintre Paul Cézanne (1839-1906) qui y a peint une partie de son œuvre inspirée des lieux entre 1895 et 1904,. Ce site fait partie des sites touristiques Cézanne de Provence, avec entre autres la route Cézanne, sa  bastide du Jas de Bouffan, son atelier des Lauves, et la maison de Cézanne à L'Estaque de Marseille.

## Histoire

### Paul Cézanne
Natif d'Aix-en-Provence en 1839, et profondément attaché à vie à sa Provence natale, Cézanne vit et réalise son importante œuvre exposée depuis dans tous les plus importants musées d'art du monde, entre autres dans sa bastide familiale du Jas de Bouffan (1859 à 1897), dans sa maison de Cézanne à L'Estaque à Marseille (1861 à 1886), à Gardanne (1885 à 1886), au Château Noir du Tholonet (1888 à 1904), dans ce cabanon des carrières de Bibémus (1895 à 1904), ou dans son atelier des Lauves (1901 à 1906)...  

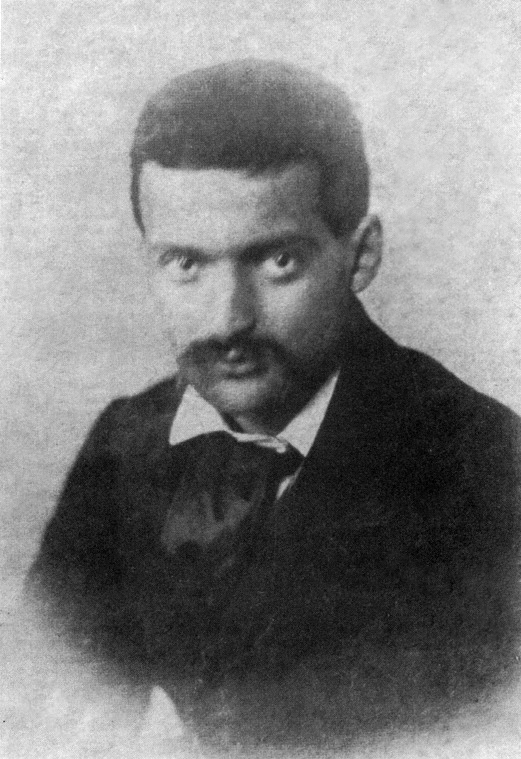
Paul Cézanne
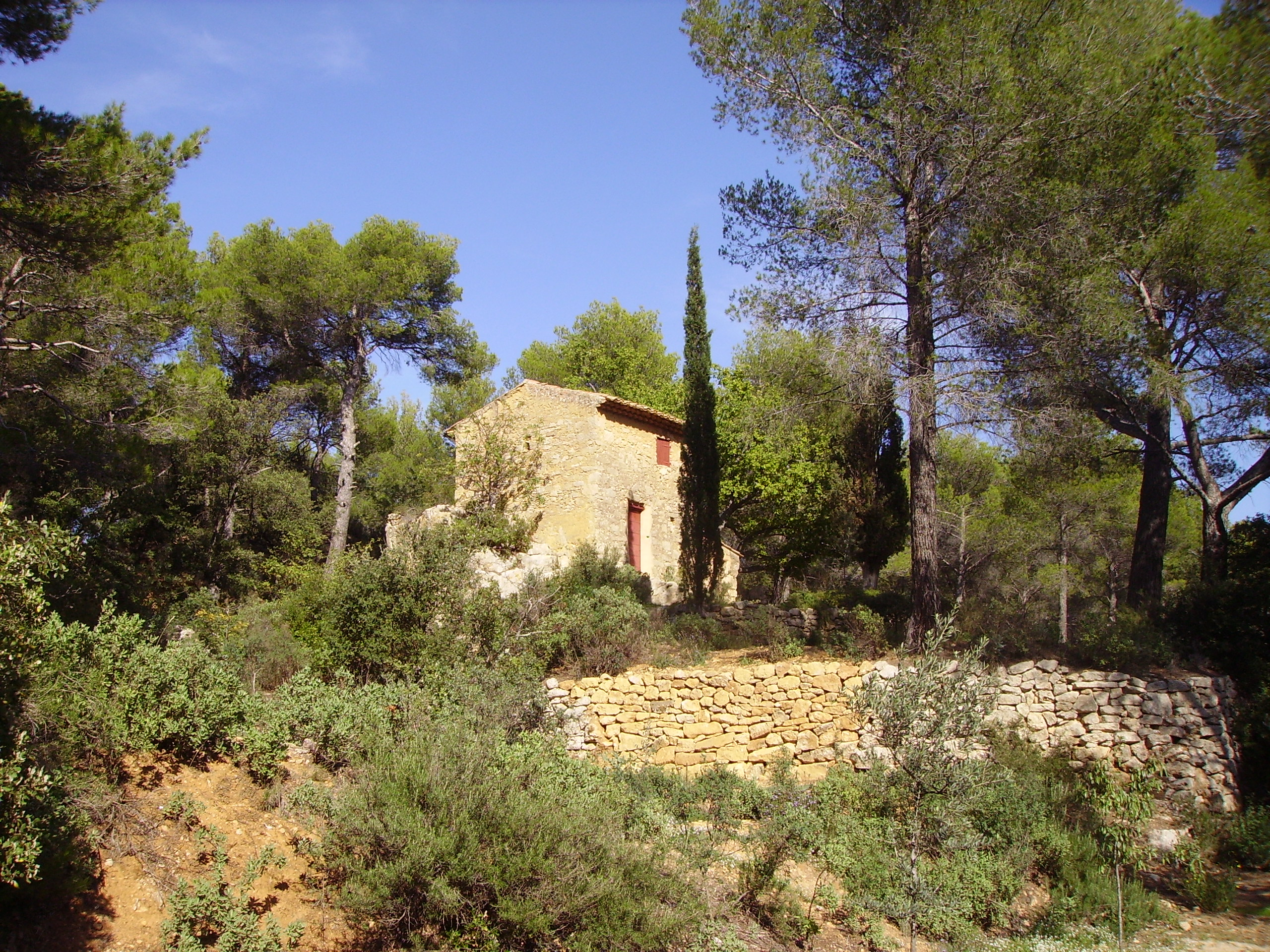
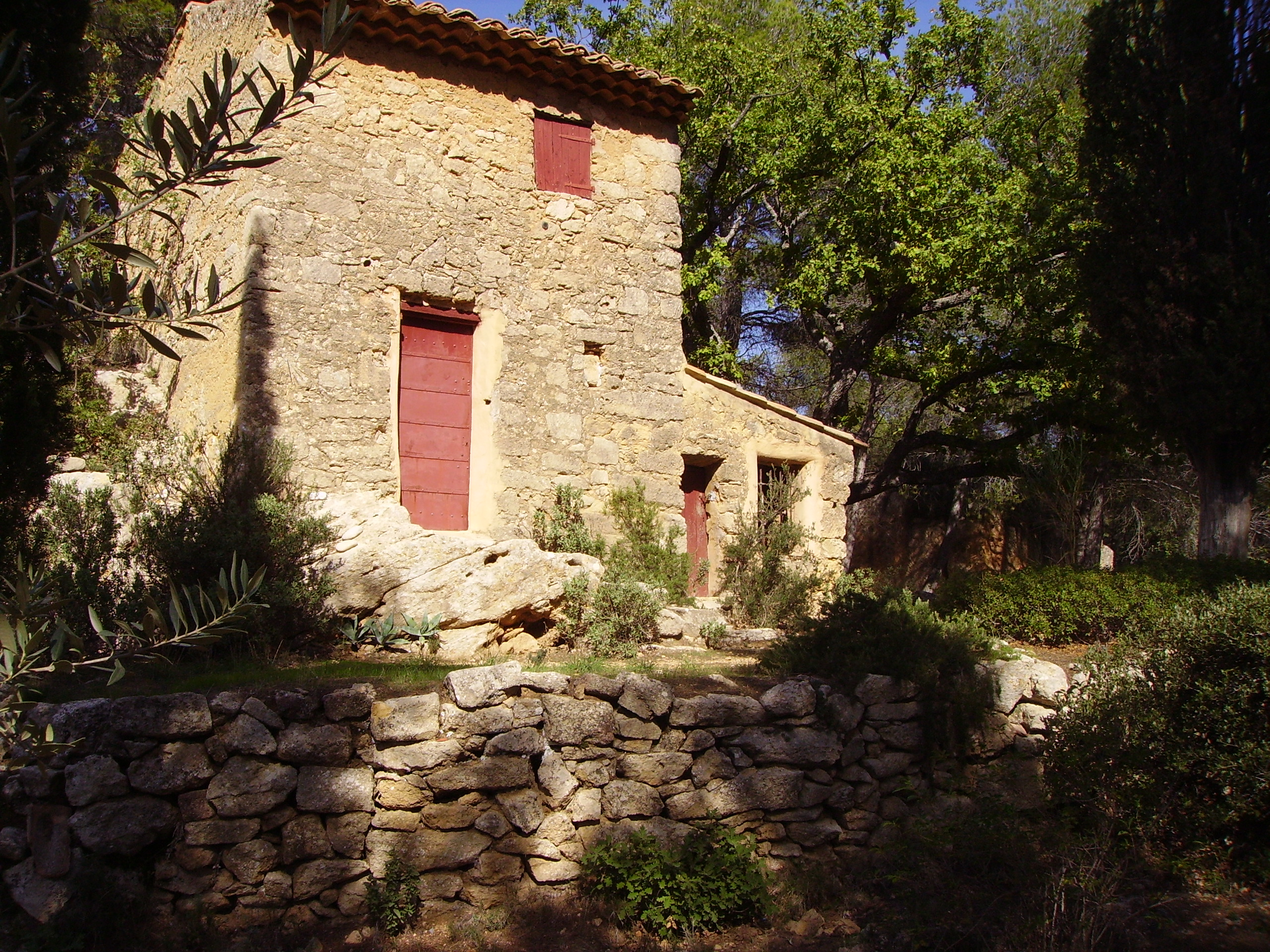
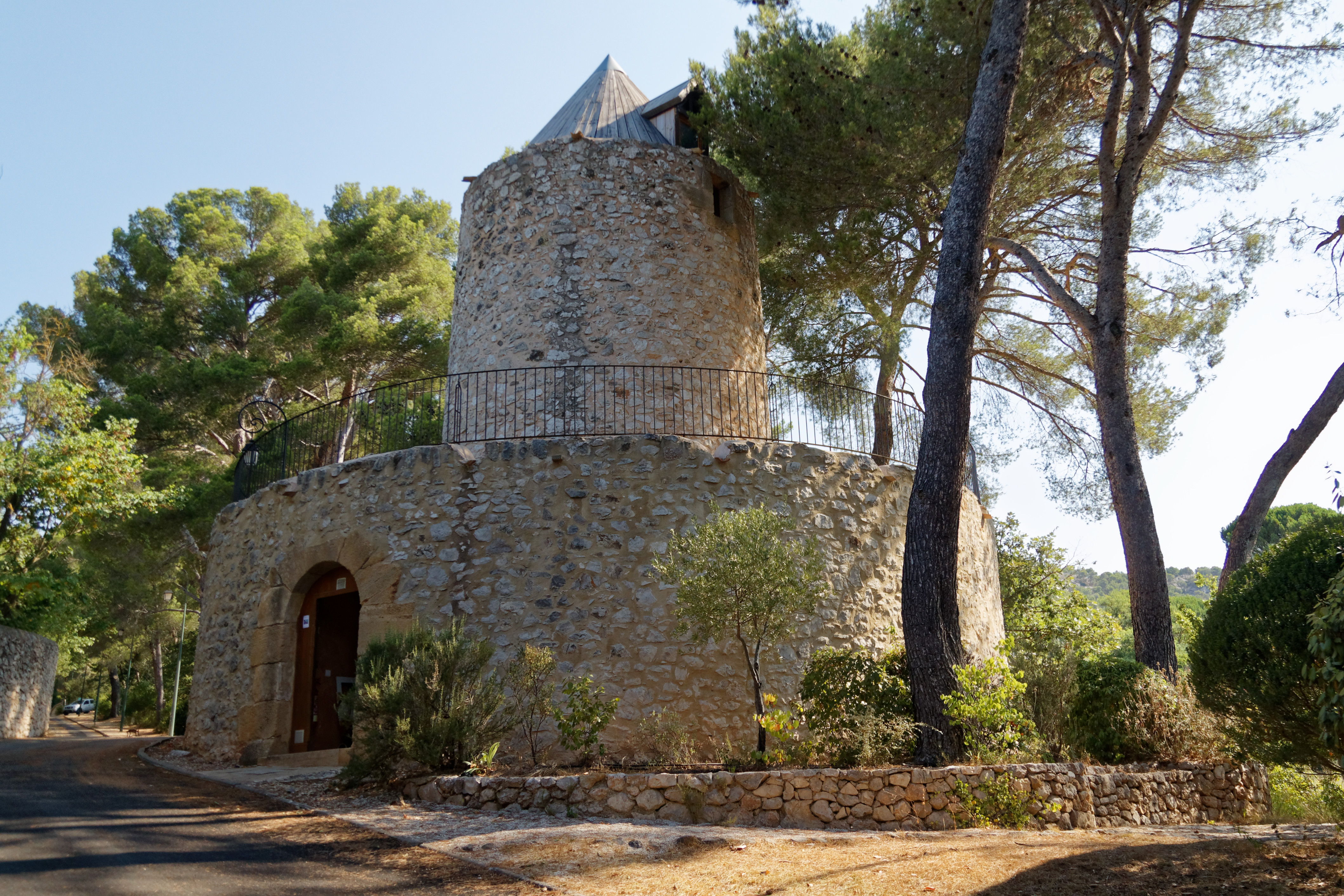
Moulin Cézanne voisin du Tholonet

Cézanne, dont la montagne Sainte-Victoire voisine de sa bastide familiale du Jas de Bouffan, est une de ses muses et thèmes artistiques de prédilection, et après avoir peint un temps le Château Noir du Tholonet et son parc entre 1888 et 1904, y découvre ces anciennes carrières de Bibémus voisines abandonnées, sur un plateau rocheux de 7 hectares qui domine la montagne, exploitées depuis l'antiquité romaine jusqu'au XIXe siècle pour la construction de nombreux monuments caractéristiques d'Aix en Provence, proche de la croix de Provence, du lac et barrage Zola, à 5 km à l'est d'Aix, entre la route Cézanne du Tholonet, et la route de Vauvenargues.

Quelques vues des carrières de Bibémus
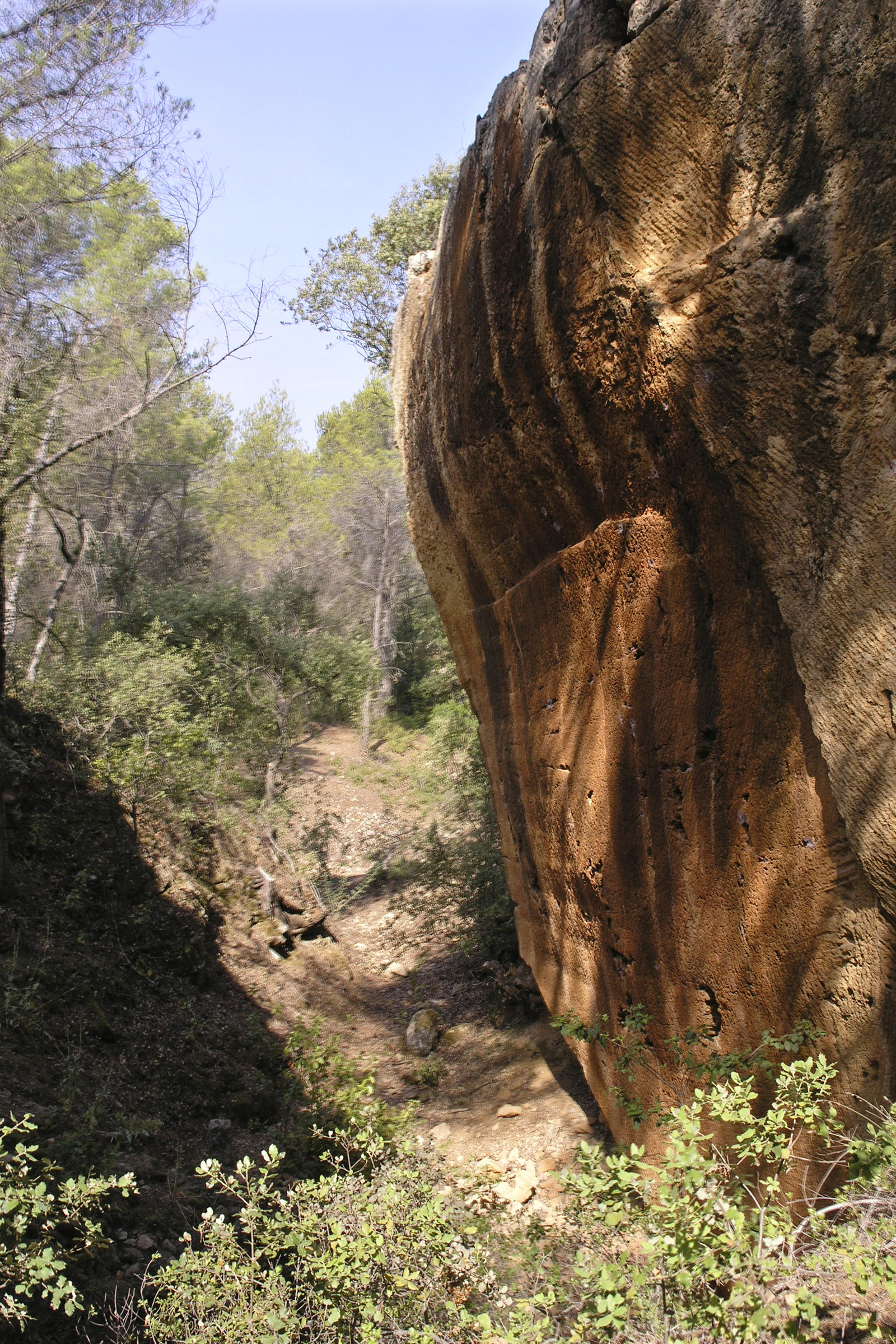
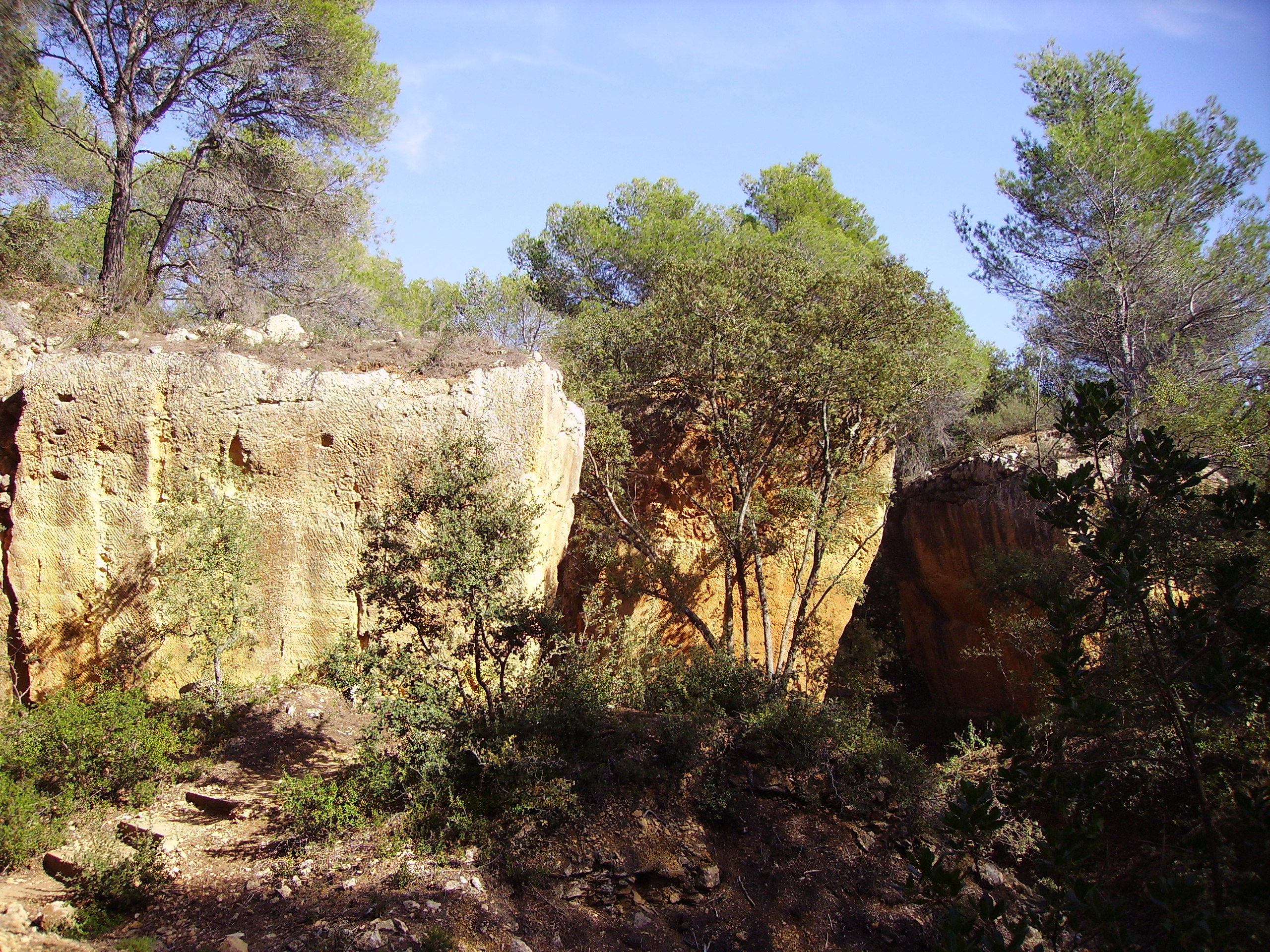
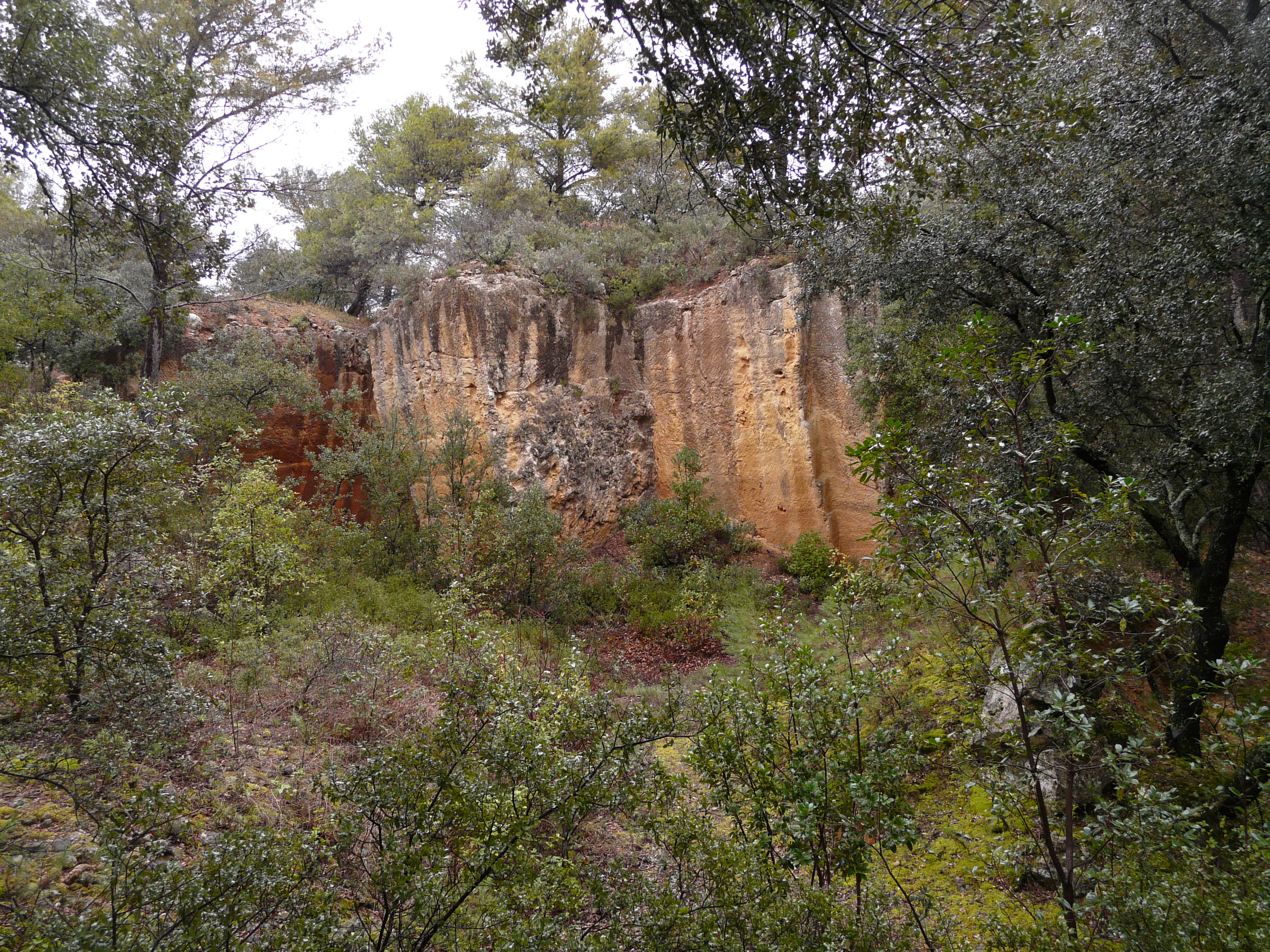

Ce haut lieu d'inspiration artistique de prédilection de l'artiste, est un mélange de décor naturel sauvage de « pierre ou molasse de Bibémus » composé de rochers de grès calcaire aux formes géométriques anguleuses ou cubiques d'anciennes carrières d'extraction de blocs de pierre à ciel ouvert, aux mélanges saisissants et spectaculaires de couleurs vives et lumineuses caractéristiques fauve, ambre, jaune-ocre provençal, miel, et rouille, dues à des argiles calcaires, le tout envahie par le vert des pinèdes, des chênes-lièges, et des oliviers méditerranéens, sur fond de montagne Sainte-Victoire et de ciel bleu de Provence... 

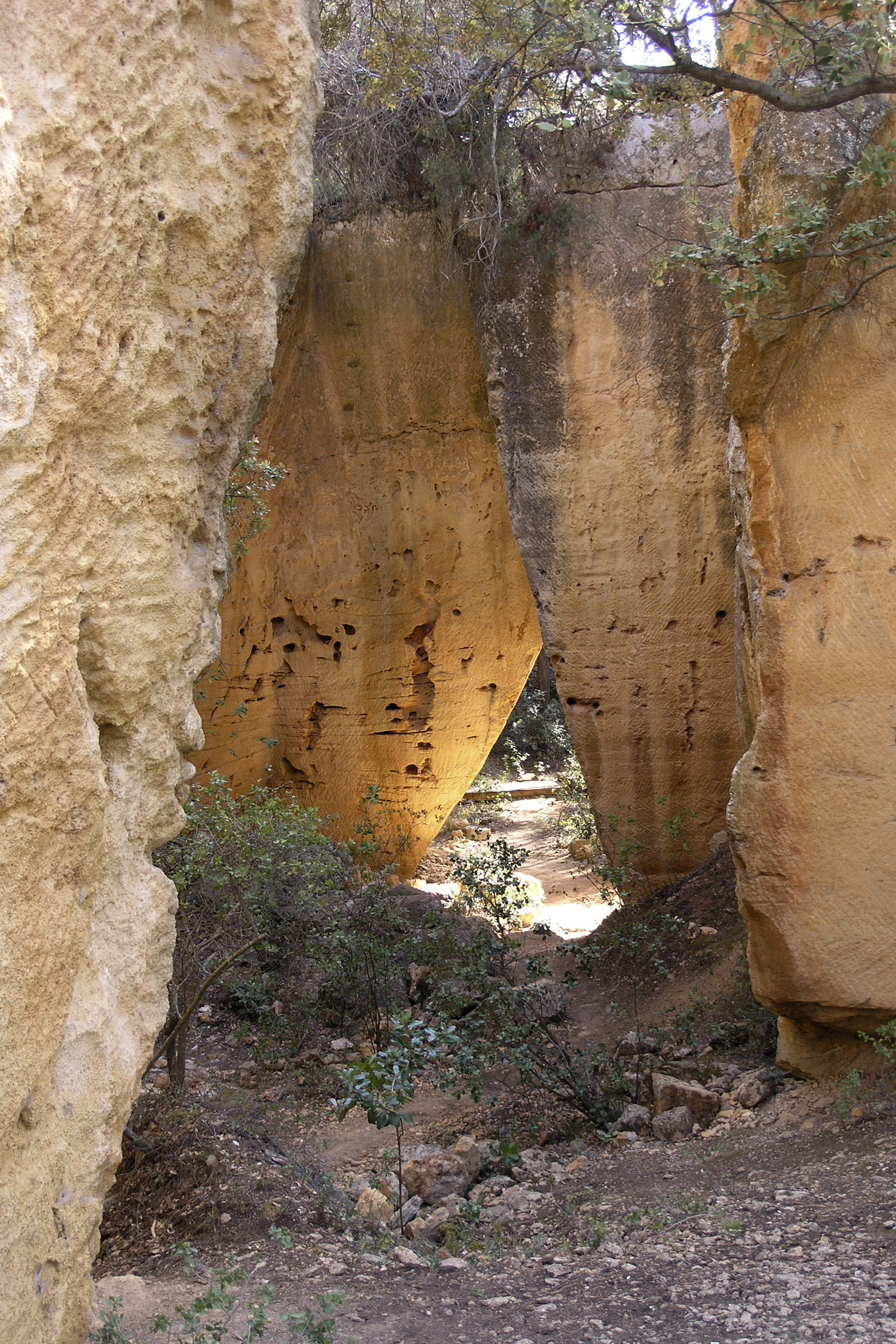
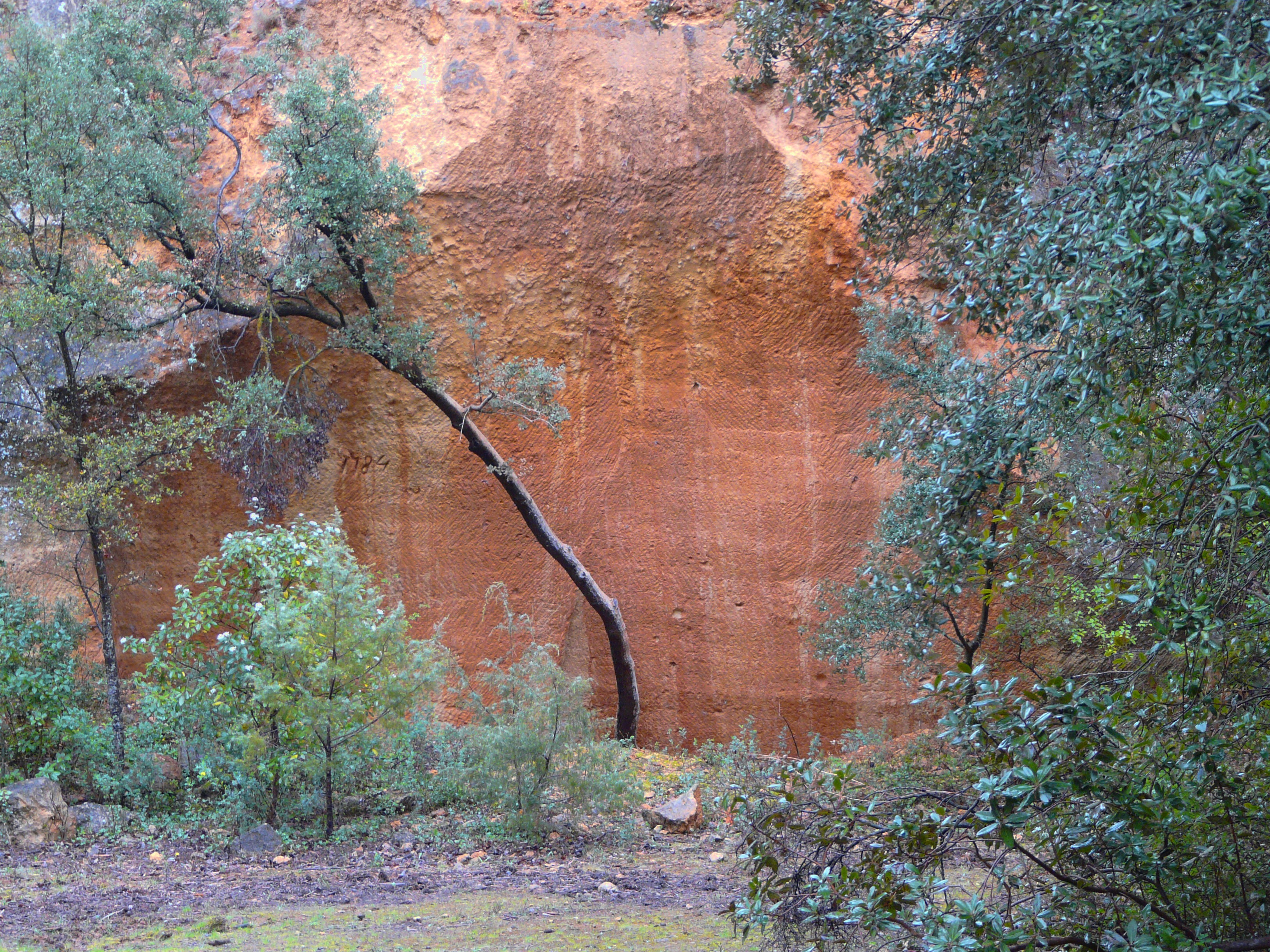
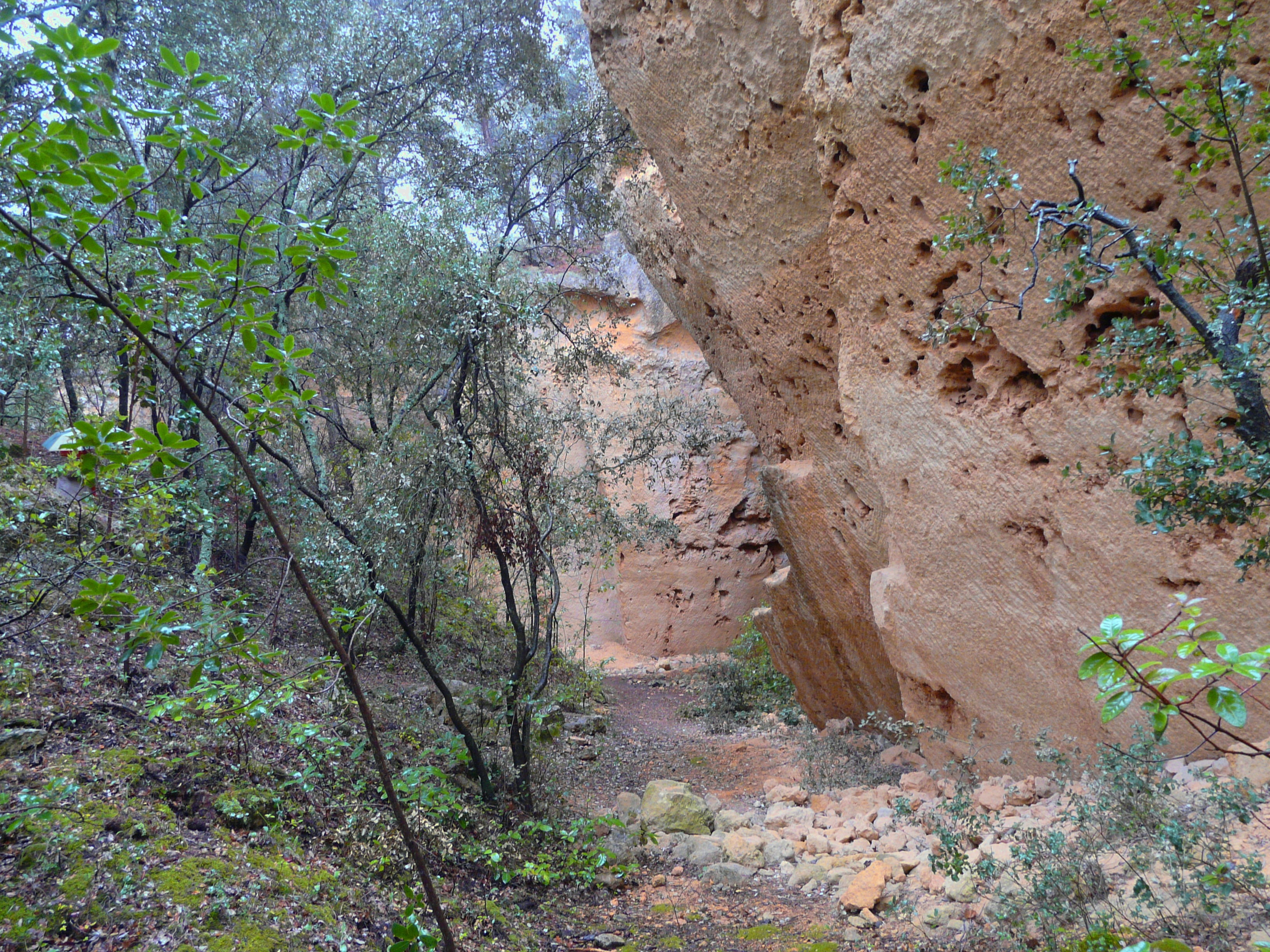
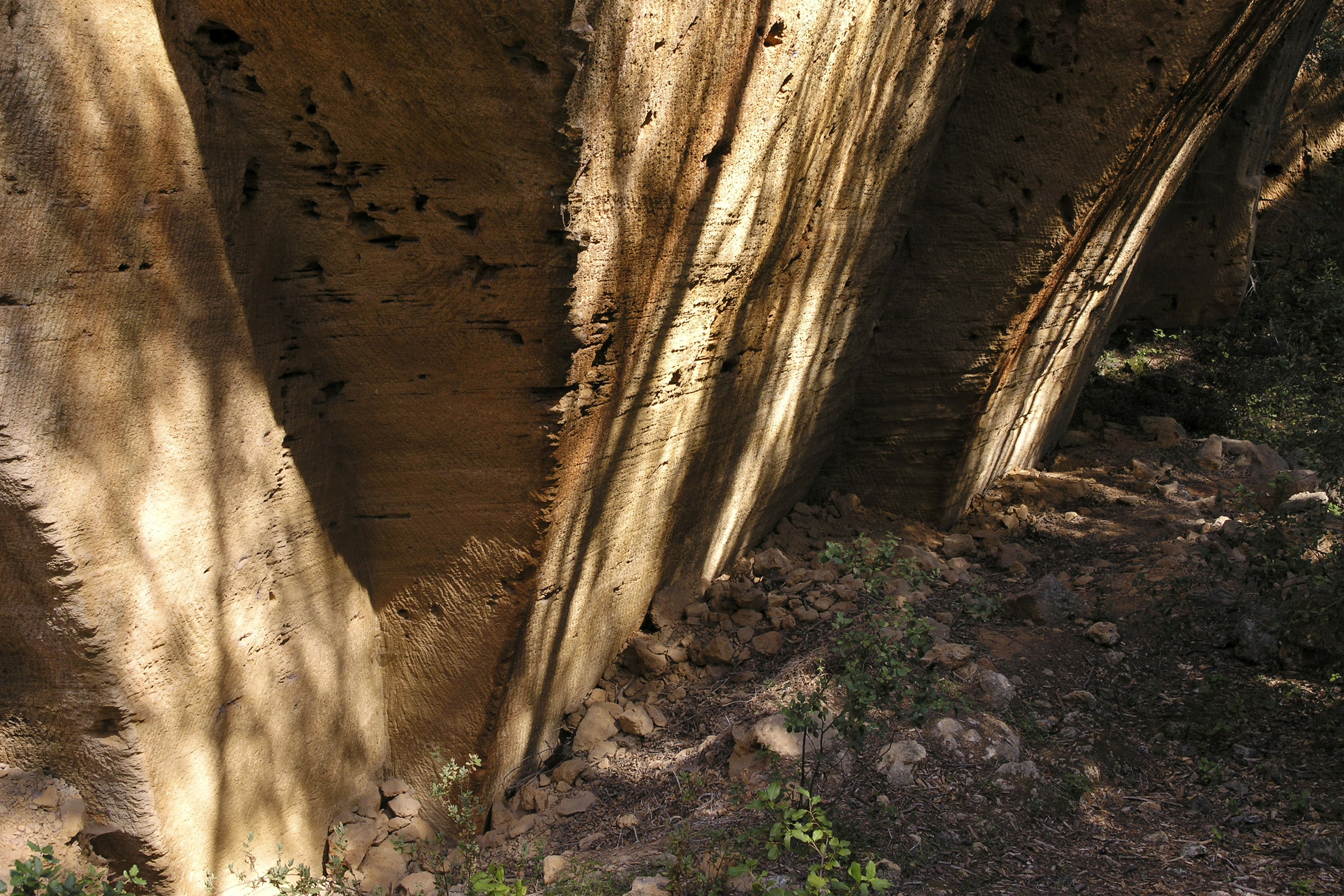
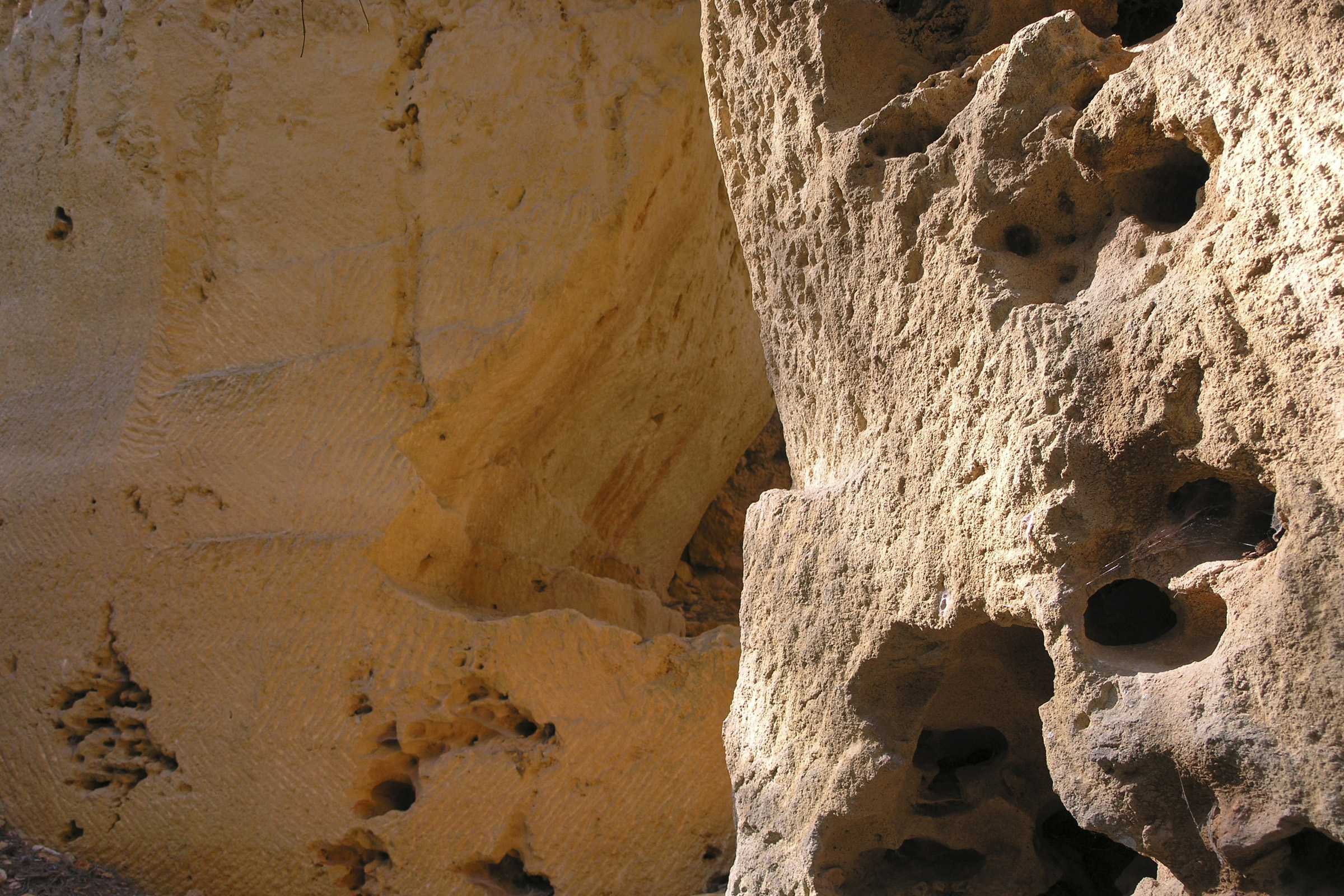

Il y installe son atelier d'artiste dans ce cabanon provençal, qu'il loue à un ami Eugène Couton entre 1895 et 1904, pour peindre les lieux jusqu’à ses derniers jours, avec la montagne Sainte-Victoire (Cézanne) environnante en 44 huiles et 43 aquarelles, et la carrière en 11 huiles et 16 aquarelles, dont La montagne Sainte-Victoire vue de Bibémus du musée d'art de Baltimore, Le rocher rouge du Musée de l'Orangerie de Paris... 

Quelques œuvres de Cézanne, inspirées des lieux
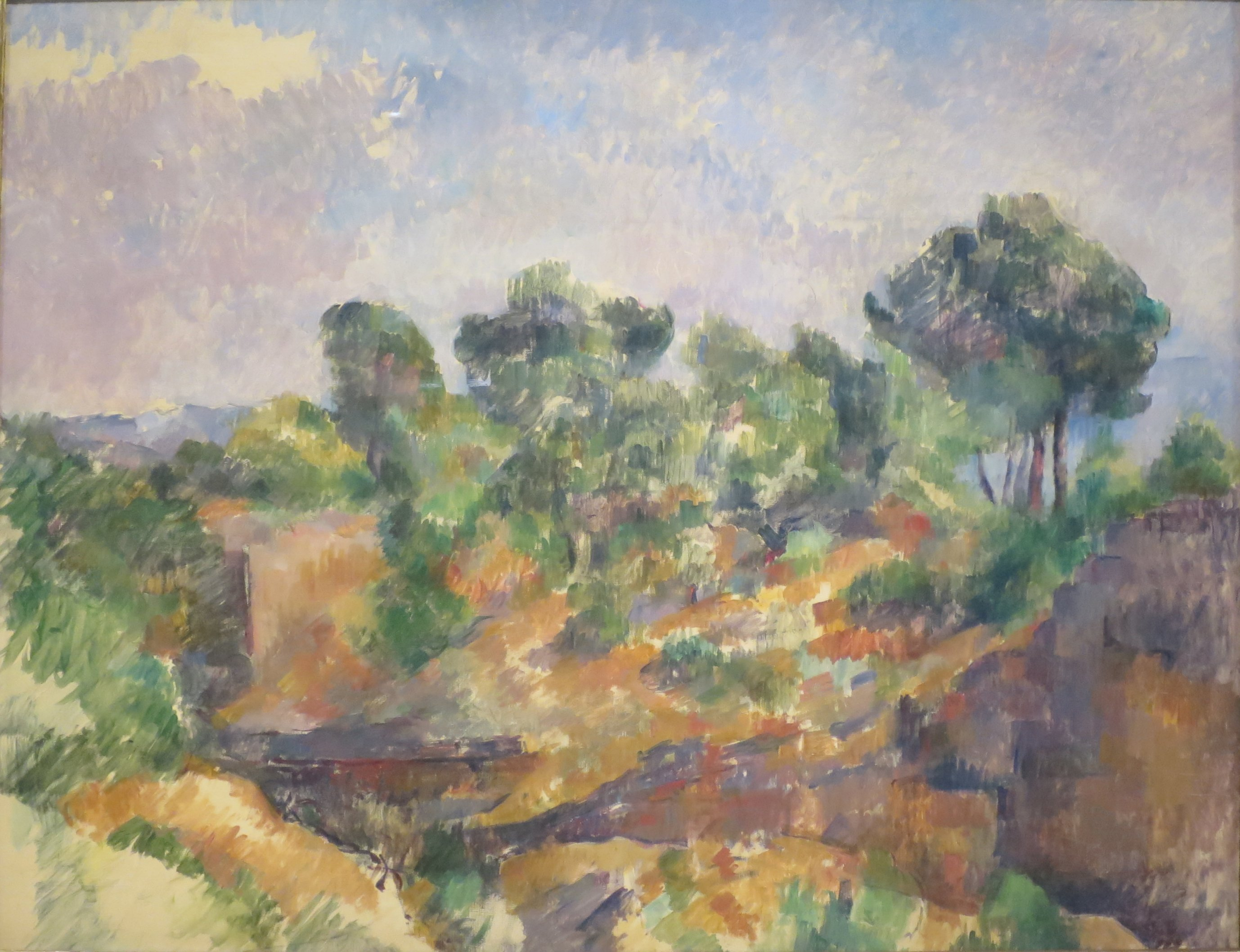
Musée Solomon R. Guggenheim de New York
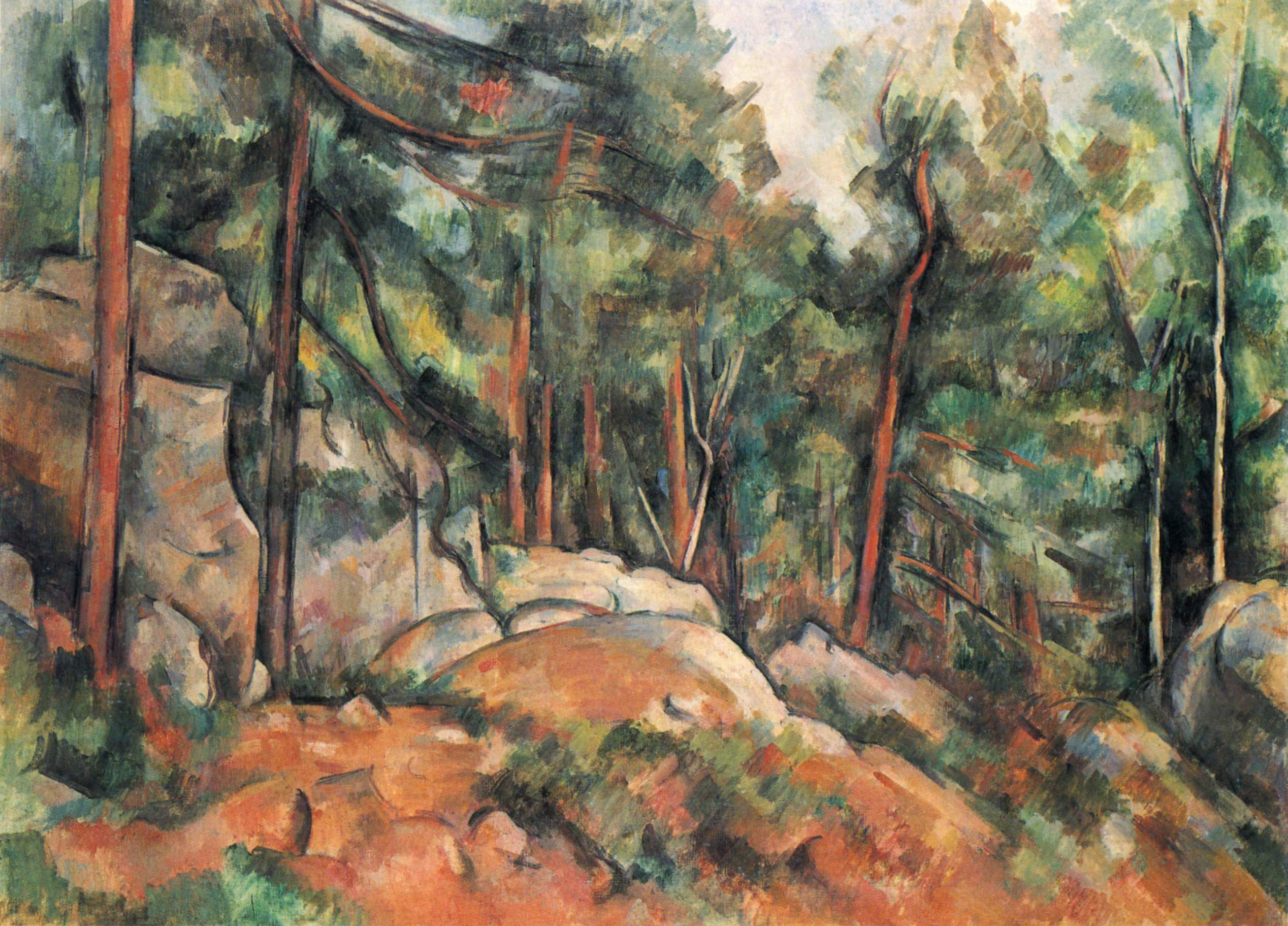
Musée des beaux-arts de San Francisco
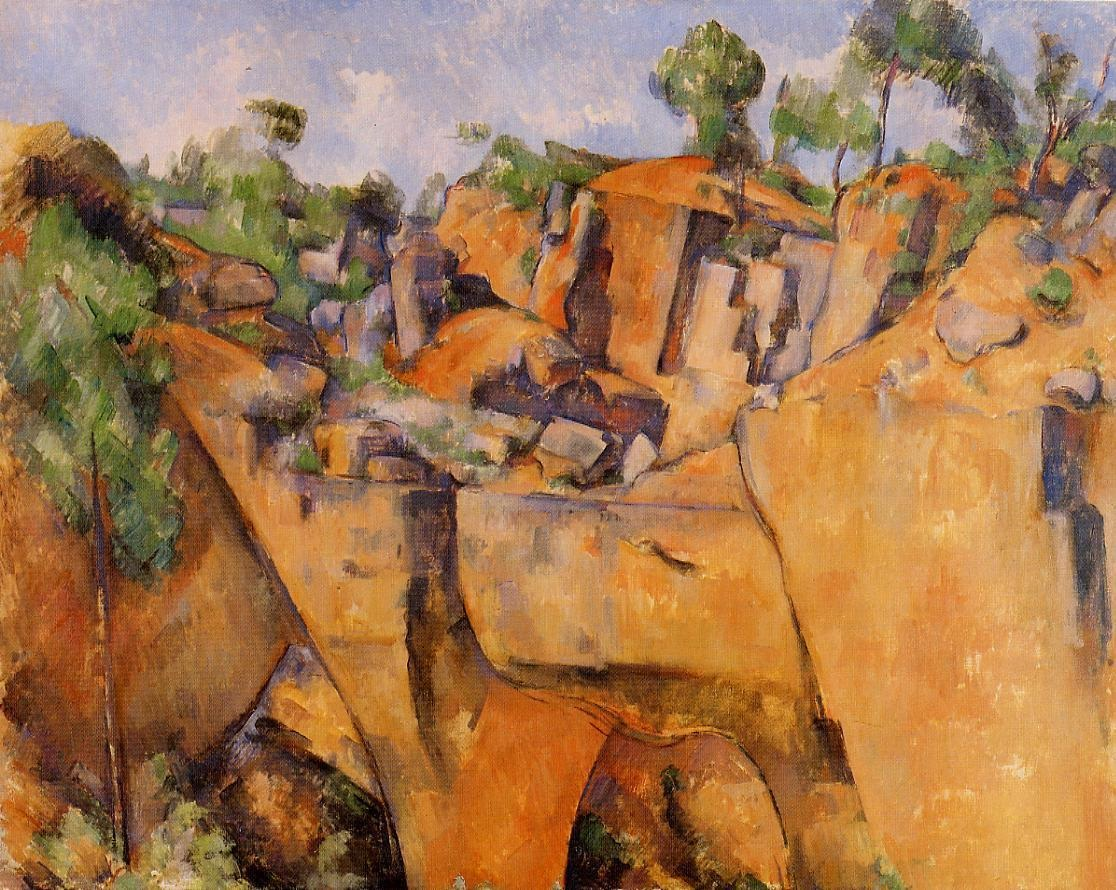
Musée Folkwang (Allemagne)
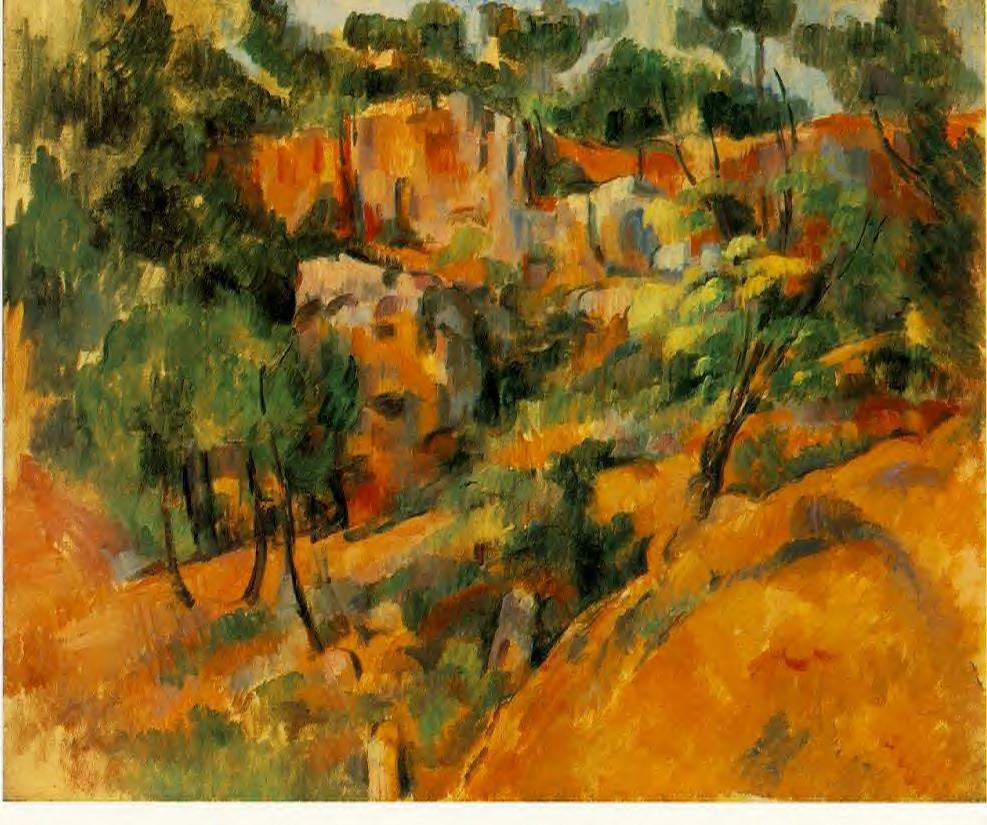
Fondation Barnes de Philadelphie
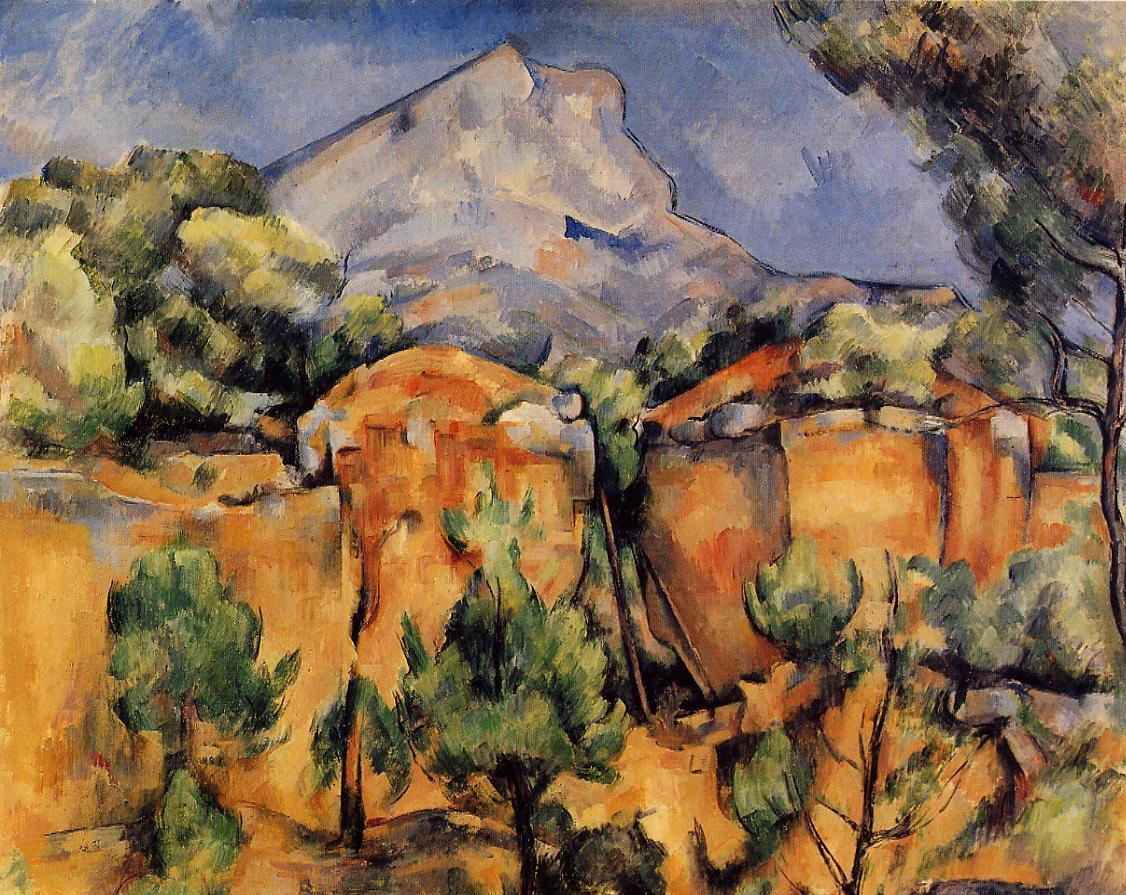
La Montagne Sainte-Victoire vue depuis les carrières de Bibémus, Musée d'art de Baltimore
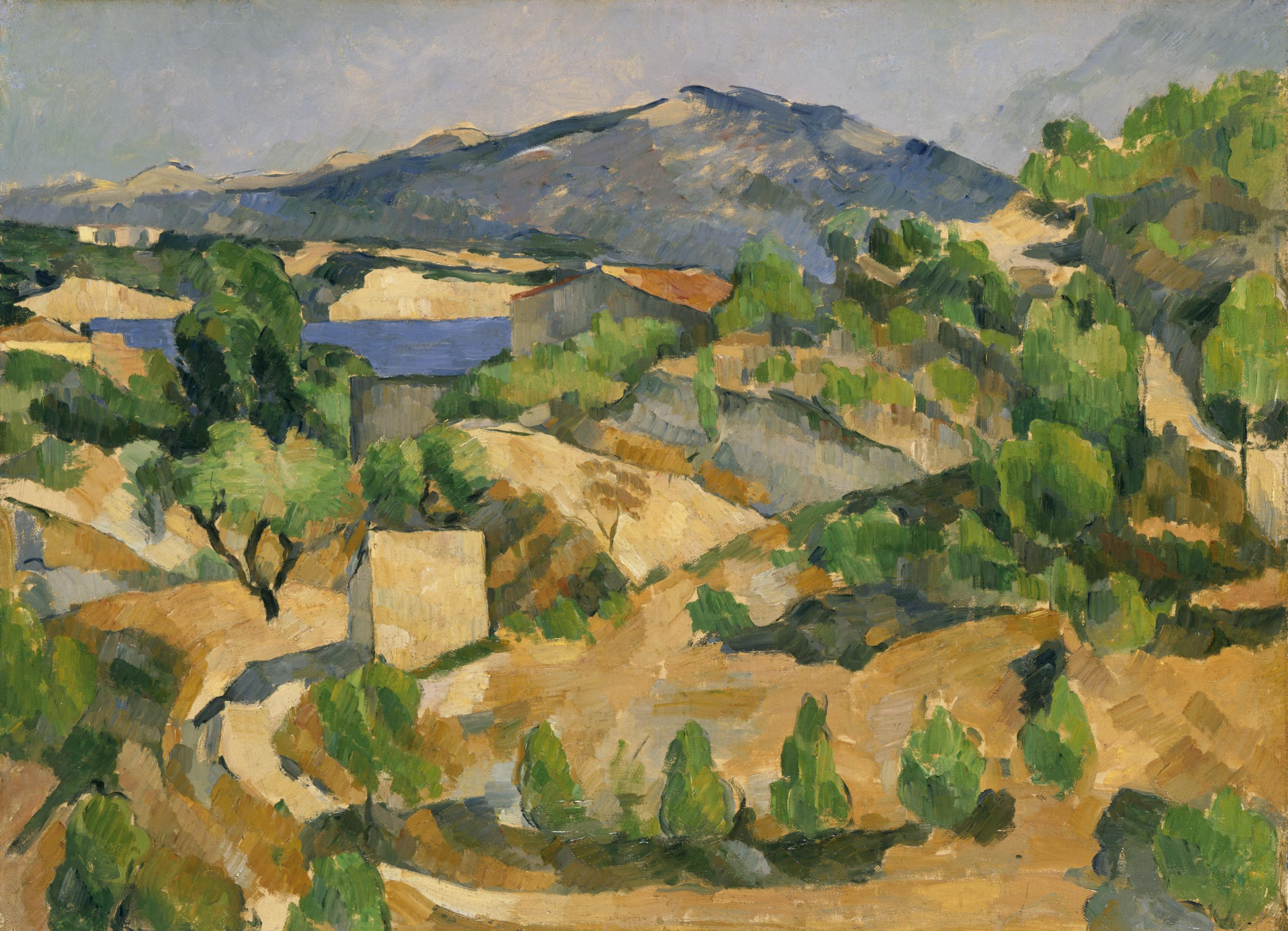
Barrage Zola voisin, musée national de Cardiff (Pays de Galles)
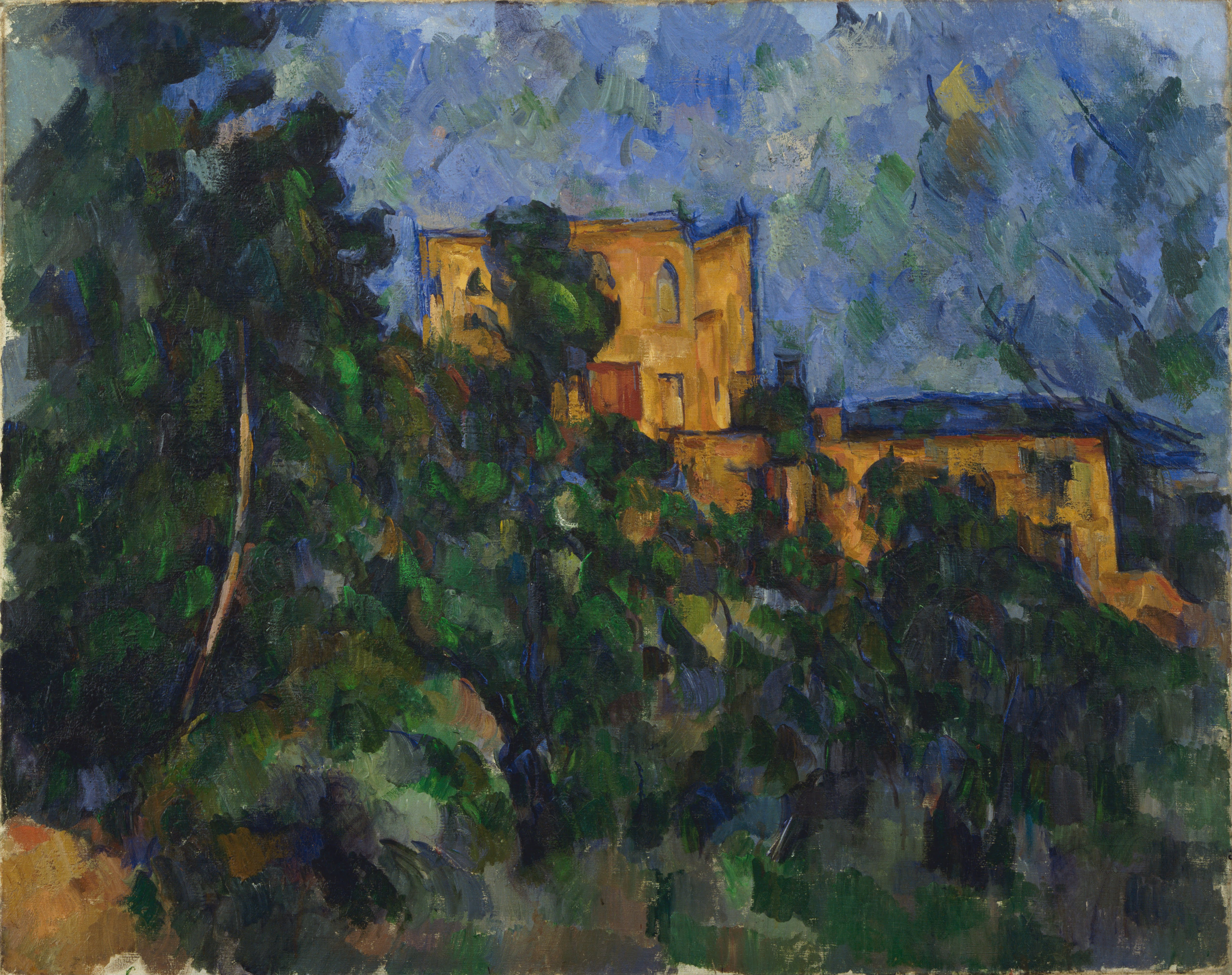
Château Noir du Tholonet voisin, en pierre de Bibémus[4], Museum of Modern Art de New York
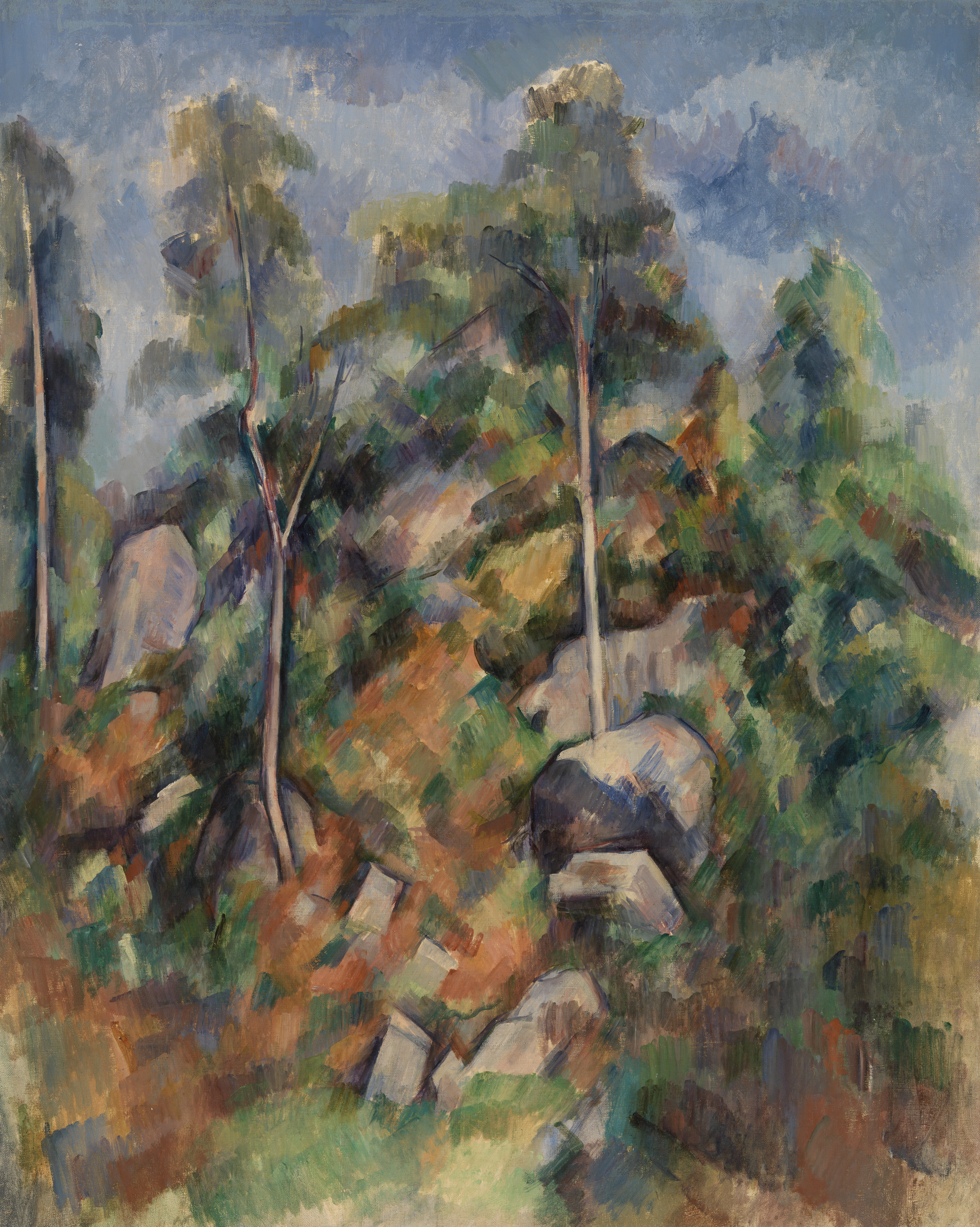
Fondation Barnes
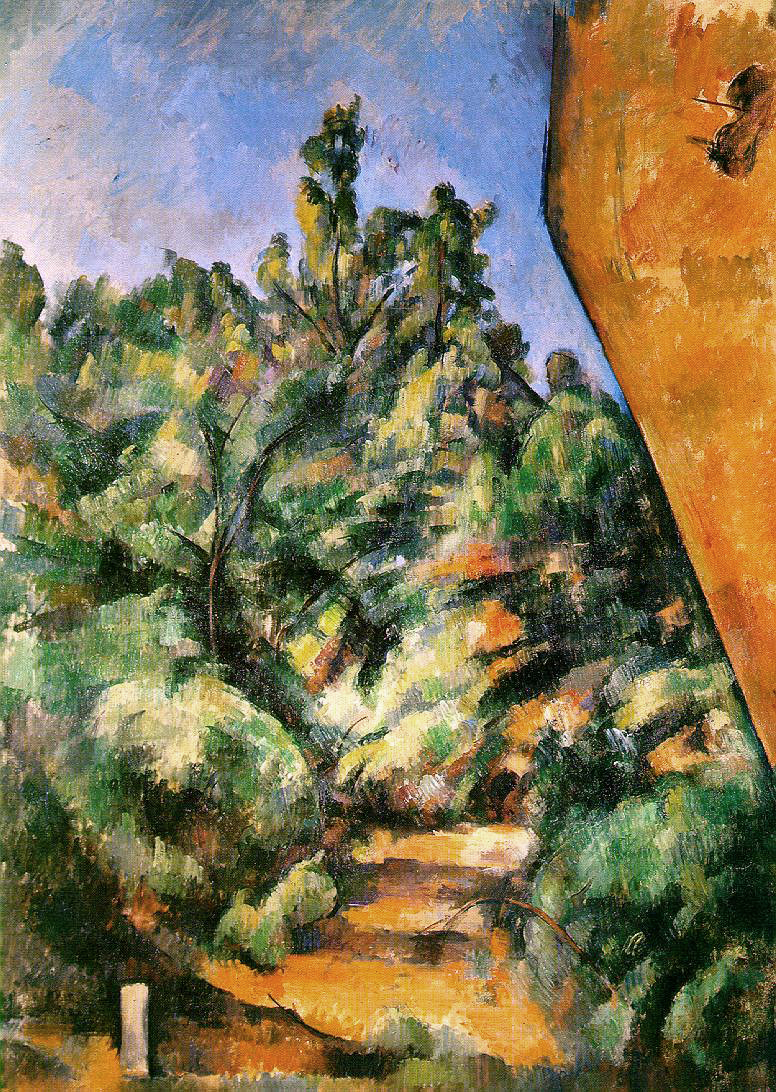
Le rocher rouge, musée de l'Orangerie de Paris
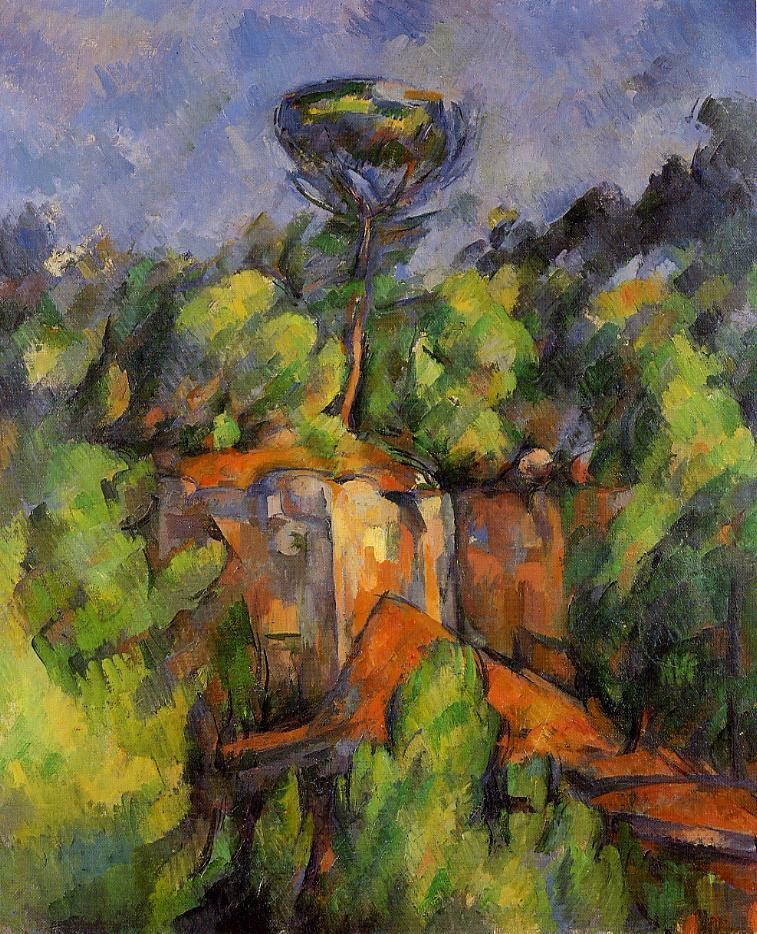
Musée d'art Nelson-Atkins de Kansas City
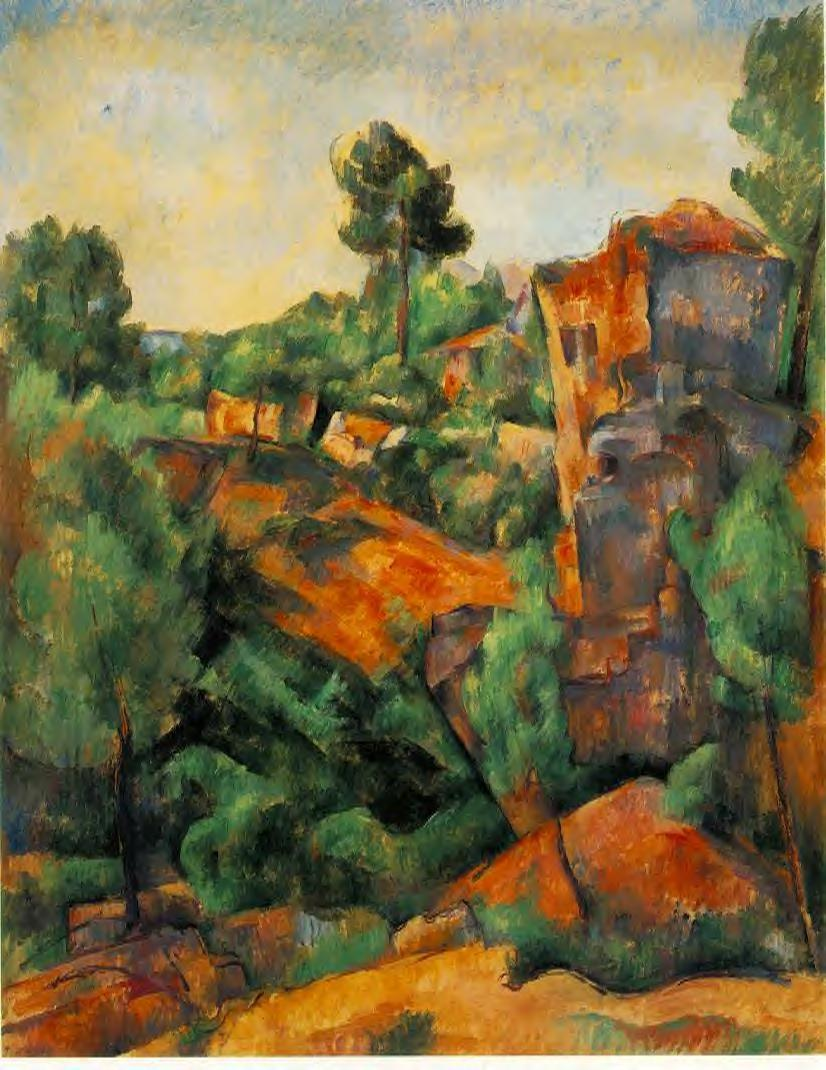
Fondation Barnes
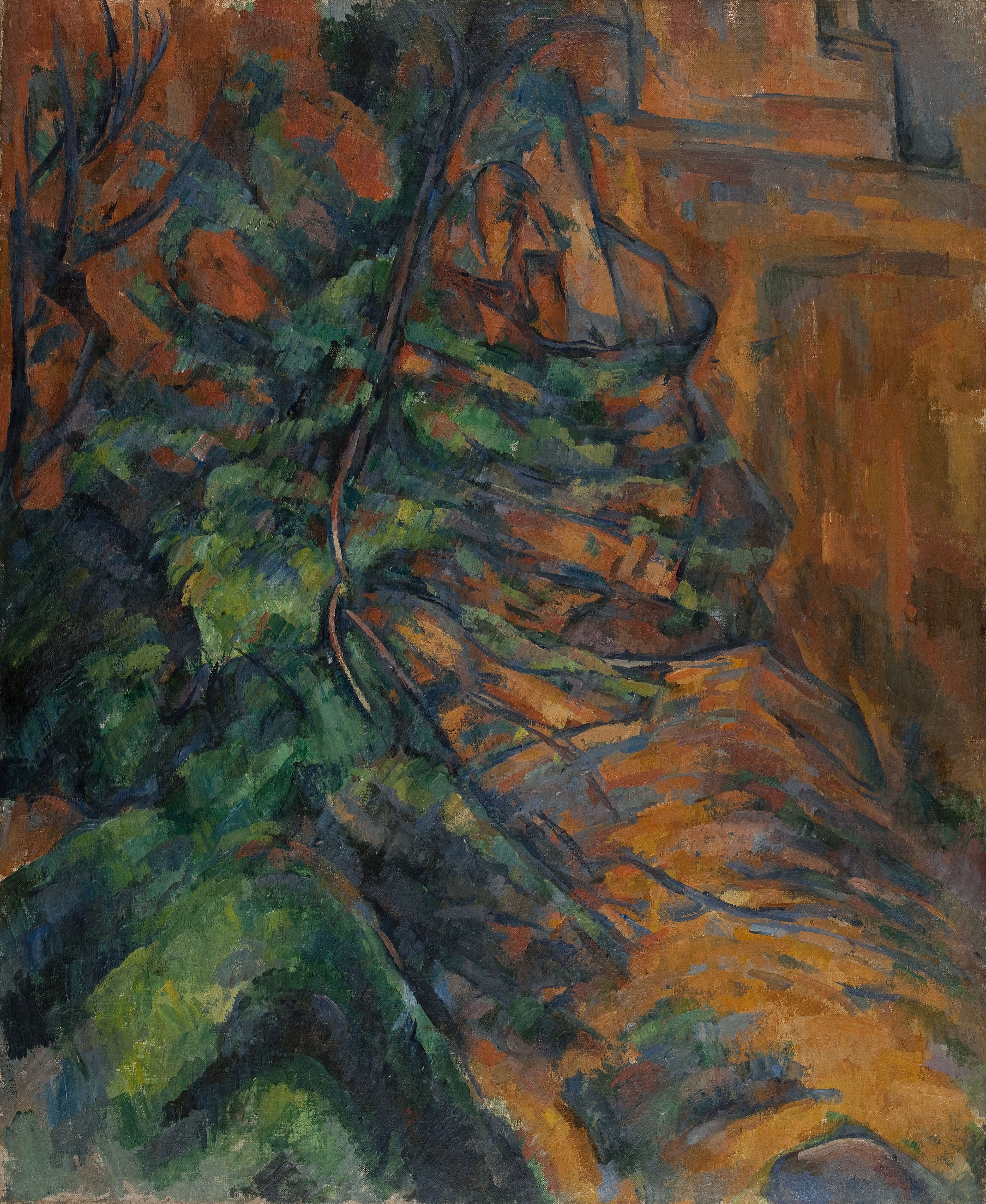
Musée des beaux art du Petit Palais de Paris
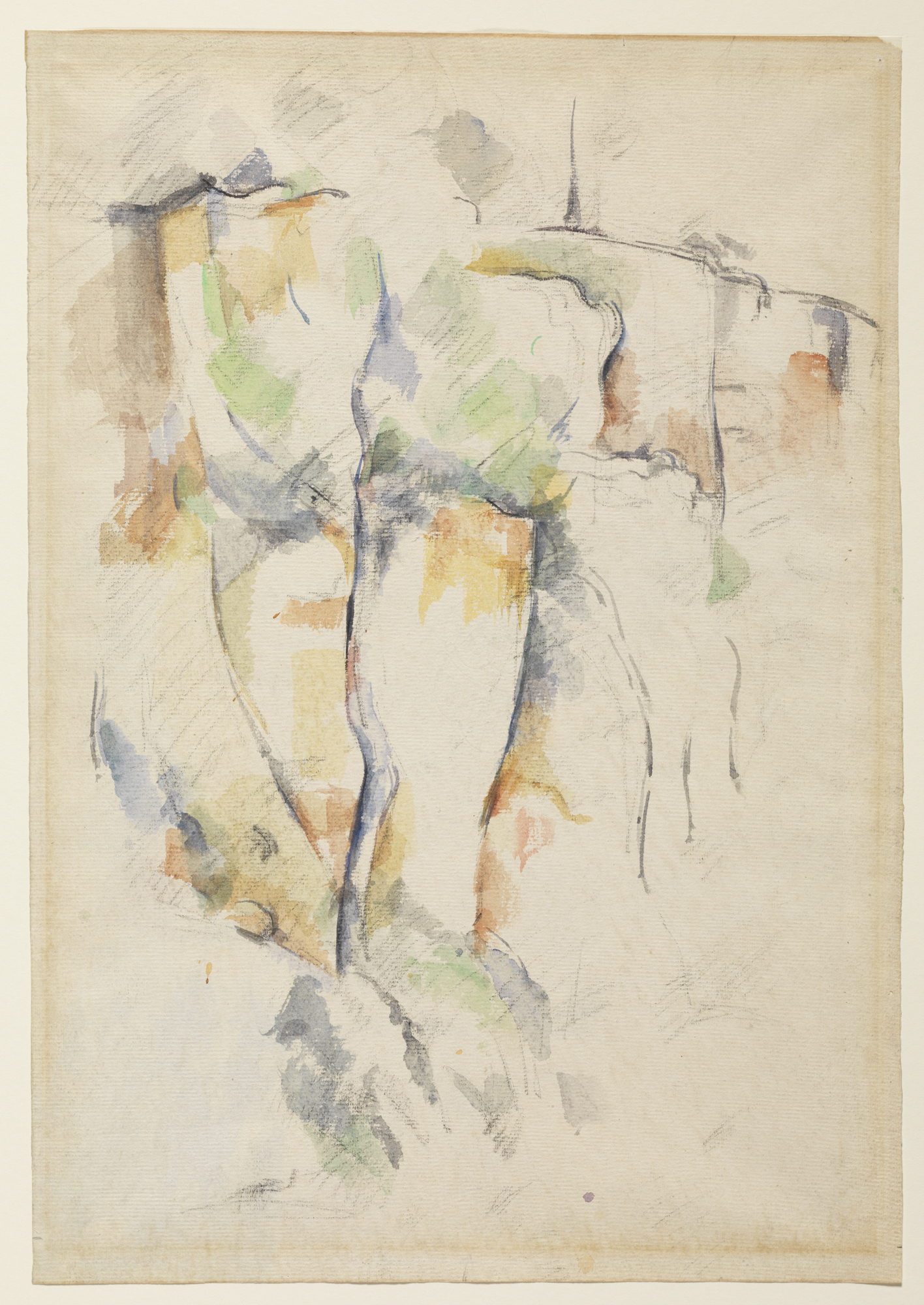
Rochers à Bibémus, musée d'Art de l'université de Princeton

Lieu de naissance reconnu du cubisme dont il est un des créateurs avec son cubisme cézannien, Pablo Picasso achète le Château de Vauvenargues voisin en 1958, avec plusieurs milliers d'hectares de Sainte Victoire, en hommage son grand maître Paul Cézanne, et site à son propos « Il était notre père à tous »,.

### Espace muséographique Cézanne
L’artiste américain George Bunker achète une partie des carrières de Bibémus en 1954, puis la lègue à sa disparition en 1991 à la ville d’Aix-en-Provence, pour en faire un lieu public de mémoire de Cézanne. Les lieux sont aménagés et ouverts au public en 2006, pour l’occasion de « l’année Cézanne en Provence » du 100e anniversaire de sa disparition
, en même temps que sa Bastide du Jas de Bouffan, avec des reproductions de tableaux peints par Cézanne, placés le long d'un sentier, là où Cézanne les a peints. Ils sont avec l'atelier de Cézanne des Lauves, l'un des trois sites Cézanniens provençaux ouverts au tourisme.   

## Au cinéma
- 2016 : Cézanne et moi de Danièle Thompson (film sur l'amitié entre Paul Cézanne et Émile Zola, avec Guillaume Gallienne et Guillaume Canet[12]).

## En musique
En 1984 France Gall interprète sa chanson à succès Cézanne peint, sur fond de cigales, et de grillons provençal, écrite et composée par Michel Berger « l’été dans la campagne d’Aix, dans une maison face à la montagne Sainte-Victoire, à côté de l’atelier de Cézanne » pour son album Débranche !.